# ایت اسلیپ پلی
ایت اسلیپ پلی (انگلیسی: Eat Sleep Play) شرکت بازی ویدئویی آمریکایی است که در سال ۲۰۰۷ توسط دیوید جفی تأسیس شد.